# Liam Pullen
Liam Pullen (* 11. Juli 2005) ist ein englischer Snookerspieler aus Wigginton bei York. 2023 wurde er englischer U18-Meister und qualifizierte sich anschließend für die Profitour.

## Karriere
Liam Pullen gehörte schon in jungen Jahren zu den besten Nachwuchsspielern in England. Er profitierte unter anderem auch davon, dass er im Northern Snooker Centre im nahe gelegenen Leeds mit dem langjährigen Profi Peter Lines einen Förderer und Trainer fand. Mit dessen Sohn Oliver, David Grace und Sanderson Lam hatte er eine professionelle Trainingsgruppe. 2019 stand er mit 14 Jahren sowohl bei den U14-, als auch bei den U16-Junioren im nationalen Finale. Im Jahr darauf erreichte er in den Altersklassen U16 und U21 das Halbfinale. Bei seinen ersten internationalen Auftritten 2021/22 kam er bei der U18-Europameisterschaft und der WSF Junior Championship jeweils ins Achtelfinale. 2023 verlor er das U18-EM-Finale knapp gegen den Ungarn Bulcsú Révész mit 3:4 und das WSF-Juniorenfinale gegen Stan Moody mit 1:5. Damit ging auch die Qualifikation für die World Snooker Tour an seinen Landsmann und lokalen Rivalen. Wenig später holte er sich seinen ersten nationalen Titel mit dem Sieg in der Altersklasse U18 gegen Oliver Sykes.
Bereits 2021 hatte er auch versucht, über die Q School Zugang zur Profitour zu bekommen. Im zweiten Turnier besiegte er unter anderem Ex-Profi James Cahill und verlor erst im Gruppenhalbfinale. Nach enttäuschenden Versuchen 2022 gelangen ihm 2023 im ersten Turnier Siege über Craig Steadman und Sydney Wilson und mit 4:0 über Alex Taubman der Gruppensieg. Als 17-Jähriger erhielt er damit Profistatus und Startberechtigung für die Profitour für die nächsten beiden Jahre.
Beim Auftaktturnier der Saison 2023/24, der Championship League, gelang ihm gegen Anton Kazakov sein erster Profisieg und dazu ein Unentschieden gegen Oliver Lines. Beim English Open schlug er den Amerikaner Ahmed Aly Elsayed mit 4:0. Bei der International Championship qualifizierte er sich mit einem Sieg über Graeme Dott für das Hauptturnier in China und besiegte durch ein 6:5 gegen Noppon Saengkham erstmals einen Top-32-Spieler. Beim Sonderformat Shoot-Out kam er mit Ein-Frame-Siegen über Yuan Sijun und Jamie O’Neill ebenfalls unter die Letzten 32. Mit Stuart Bingham schlug er beim German Masters 2024 seinen zweiten Top-32-Spieler und den zweiten Ex-Weltmeister. Bei der Weltmeisterschaft schlug er Kazakov ein weiteres Mal in Runde 1, bevor er wie bereits ein Jahr zuvor gegen Sanderson Lam ausschied. Mit Platz 81 in der Endabrechnung der Saison hatte er eine gute Ausgangsposition, um in der Zwei-Jahres-Wertung die Top 64 zu erreichen.
Das zweite Jahr begann aber durchwachsen und Auftaktsiege bei den English Open und den Northern Ireland Open brachten ihn wenig voran. Wertvoller für die Rangliste war der Sieg über Amateur Joshua Thomond bei der UK Championship. Sein größter Erfolg war das Erreichen des Achtelfinals beim Shoot-Out 2024, unter anderem mit einem Sieg über Neil Robertson. Er brachte ihm aber kaum Ranglistenpunkte. Nach einem weiteren Sieg bei den ebenfalls weniger relevanten Welsh Open und zwei knappen Niederlagen war er unter dem Vorjahresergebnis geblieben und auf Platz 92 zurückgefallen. Bei der abschließenden WM hätte er damit schon eine besondere Leistung benötigt, die klare Auftaktniederlage gegen Gao Yang besiegelte aber sein Touraus. So musste er erneut in die Q School und bereits in Turnier 1 gelang ihm der erneute Durchmarsch ins Finale. Er besiegte den Deutschen Umut Dikme mit 4:2 und gewann erneut zwei Jahre auf der Profitour.

## Erfolge
Qualifikationsturniere:
- Q School: Qualifikation 2023, 2025
- WSF Junior Championship: Finalist 2023

Juniorenturniere:
- U18-Europameisterschaft: Finalist 2023
- Englischer U18-Meister: 2023